# Gosh It's... Bad Manners
Gosh It's... Bad Manners è il terzo album in studio del gruppo 2 tone ska britannico Bad Manners, pubblicato nel 1981.

## Tracce
Tutte le tracce sono dei Bad Manners tranne dove indicato.
1. Walking in the Sunshine – 3:29
2. Dansetta – 3:19
3. Can Can (Jacques Offenbach) – 2:49
4. Weeping and Wailing – 3:42
5. Casablanca (Rags and Riches) – 4:53
6. Don't Be Angry (Live) (Nappy Brown) – 2:33
7. Ben E. Wriggle – 3:50
8. Runaway – 3:11
9. Never Will Change – 3:06
10. Only Funkin' – 3:37
11. End of the World – 3:00
12. Gherkin – 4:40

## Formazione
- Buster Bloodvessel – voce
- Louis 'Alphonso' Cook – chitarra
- David Farren – basso
- Martin Stewart – tastiere, cornamuse
- Brian Tuitt – batteria, percussioni
- Chris Kane – sassofono, fischio
- Andrew Marson – sassofono
- Paul "Gus" Hyman – tromba
- Winston Bazoomies – armonica